# Nogometni kup Bosne i Hercegovine 2006./07.
Nogometni kup Bosne i Hercegovine za sezonu 2006./07. je osvojila momčad Širokog Brijega. 

## Rezultati

### Šesnaestina završnice
Igrano na jednu utakmicu. Susreti su igrani 20. i 21. rujna 2006.
| klub1                      | klub2                   | rezultat       | napomene                                        |
| -------------------------- | ----------------------- | -------------- | ----------------------------------------------- |
| Borac Banja Luka           | Zrinjski Mostar         | 3:2            |                                                 |
| Leotar Trebinje            | Sloboda Tuzla           | 5:0            |                                                 |
| Radnik Bijeljina           | Posušje                 | 1:3            |                                                 |
| Čelik Zenica               | Jedinstvo Bihać         | 2:1            |                                                 |
| Široki Brijeg              | Žepče                   | 4:0            |                                                 |
| Velež Mostar               | Rudar Prijedor          | n.i.           | Rudar odustao od natjecanja                     |
| Slavija Istočno Sarajevo   | TOŠK Tešanj             | 3:1            |                                                 |
| Kozara Bosanska Gradiška   | Željezničar Sarajevo    | 0:2            |                                                 |
| Drina Zvornik              | Sarajevo                | 1:2            |                                                 |
| Modriča Maxima             | Tomislav (Tomislavgrad) | 4:0            |                                                 |
| Orašje                     | Odžak 102               | 4:1            |                                                 |
| Zvijezda Gradačac          | Sloga Bosanska Krupa    | 10:0           |                                                 |
| Branitelj (Mostar – Rodoč) | BSK Nektar Banja Luka   | 2:5            |                                                 |
| Goražde                    | Stanić Kreševo          | 2:2 (6:5 11 m) | Goražde prošlo boljim izvođenjem jedanaesteraca |
| Mrkaljević Čelić           | Bosna Visoko            | 3:0            |                                                 |
| Famos Vojkovići            | Ljubić Prnjavor         | 1:1 (5:6 11 m) | Ljubić prošao boljim izvođenjem jedanaesteraca  |

### Osmina završnice
Prvi susreti su igrani 17. i 18. listopada, a uzvrati 25. listopada 2006.
| klub1                    | klub2             | 1. ut | 2. ut                            | napomene                                                                                                  |
| ------------------------ | ----------------- | ----- | -------------------------------- | --- |
| Modriča Maxima           | Leotar Trebinje   | 2:0   | 3:2                              | |
| Posušje                  | Sarajevo          | 3:3   | 0:3                              | |
| Velež Mostar             | Široki Brijeg     | 2:2   | 0:1                              | |
| Slavija Istočno Sarajevo | Orašje            | 3:0   | 2:1                              | |
| Željezničar Sarajevo     | Zvijezda Gradačac | 1:0   | 1:2                              | Željezničar prošao zbog gola u gostima                                                                    |
| BSK Nektar Banja Luka    | Borac Banja Luka  | 0:2   | 1:1                              | |
| Ljubić Prnjavor          | Čelik Zenica      | 1:0   | 0:2                              | |
| Goražde                  | Mrkaljević Čelić  | 2:1   | 0:3 pff 1:2 (4:1 11 m) poništeno | u uzvratnoj utakmici Goražde nastupilo s igračem bez prava nastupa, te je pobjeda dodijeljena Mrkaljeviću |

### Četvrtzavršnica
Prvi susreti igrani 8. i 15. studenog, a uzvrati 22. studenog 2006. 
| klub1                    | klub2            | 1. ut | 2. ut          | napomene                                              |
| ------------------------ | ---------------- | ----- | -------------- | ----------------------------------------------------- |
| Željezničar Sarajevo     | Sarajevo         | 0:0   | 2:3            |                                                       |
| Čelik Zenica             | Borac Banja Luka | 2:0   | 1:0            |                                                       |
| Široki Brijeg            | Modriča Maxima   | 2:0   | 0:2 (5:3 11 m) | Široki Brijeg prošao boljim izvođenjem jedanaesteraca |
| Slavija Istočno Sarajevo | Mrkaljević Čelić | 4:0   | 1:3            |                                                       |

### Poluzavršnica
Prvi susreti igrani 11. travnja, a uzvrati 25. travnja 2007.
| klub1        | klub2                    | 1. ut | 2. ut          | napomene                                              |
| ------------ | ------------------------ | ----- | -------------- | ----------------------------------------------------- |
| Sarajevo     | Slavija Istočno Sarajevo | 1:1   | 1:2            |                                                       |
| Čelik Zenica | Široki Brijeg            | 2:0   | 0:2 (4:5 11 m) | Široki Brijeg prošao boljim izvođenjem jedanaesteraca |

### Završnica
Igrano 9. i 26. svibnja 2007. 
| klub1         | klub2                    | 1. ut | 2. ut | napomene |
| ------------- | ------------------------ | ----- | ----- | -------- |
| Široki Brijeg | Slavija Istočno Sarajevo | 1:1   | 1:0   |          |